# Kul'ëgan
Il Kul'ëgan (in russo Кульёган?) è un fiume della Russia, nella Siberia occidentale, affluente di sinistra dell'Ob'. Scorre nel Nižnevartovskij rajon del Circondario autonomo degli Chanty-Mansi-Jugra. 
Il fiume ha origine e scorre in una zona paludosa della pianura di Vasjugan principalmente in direzione settentrionale. Il corso è tortuoso. La sua lunghezza è di 342 km. L'area del bacino è di 6860 km². Sfocia nel canale Kir'jas, sul lato sinistro dell'Ob', a 1632 km dalla foce, a ovest della cittadina di Megion. I suoi maggiori affluenti sono: Okunevka (lungo 151 km), Ėntl'-Mokkun"jach (123 km), Ėntl'-Nëgus"jach (76 km), tutti provenienti dalla sinistra idrografica.